# لاریسا لوژینا
لاریسا لوژینا (روسی: Лари́са Анато́льевна Лу́жина؛ زادهٔ ۴ مارس ۱۹۳۹) بازیگر اهل اتحاد جماهیر شوروی سوسیالیستی و روسیه  است.
وی همچنین برندهٔ جوایزی همچون نشان دوستی، مدال کارگر ممتاز، و هنرمند مردمی جمهوری شوروی فدراتیو سوسیالیستی روسیه شده‌است.